# 6667 Саннаймура
6667 Саннаймура (6667 Sannaimura) — астероїд головного поясу, відкритий 14 березня 1994 року.
Тіссеранів параметр щодо Юпітера — 3,544.
Названо на честь села Саннай (яп. さんないむら(三内村) саннаймура), що знаходиться у префектурі Акіта (Японія).